# 中江路
中江路是中華人民共和國上海市普陀區一條南北走向道路，南起蘇州河邊，北至梅岭北路，全長2.6公里，寬13米至17米。道路建於20世紀50年代中期。路名來自於現今的四川省德陽市中江縣。